# Throana amyntoralis
Throana amyntoralis är en fjärilsart som beskrevs av Walker 1858. Throana amyntoralis ingår i släktet Throana och familjen nattflyn. Inga underarter finns listade i Catalogue of Life.